# Liberec Open 2023
Il Liberec Open 2023, noto anche come Svijany Open by Moneta Money Bank, è stato un torneo maschile di tennis professionistico giocato sulla terra rossa. È stata la 10ª edizione del torneo, facente parte della categoria Challenger 75 nell'ambito dell'ATP Challenger Tour 2023. Si è giocato al Liberecký tenisový klub di Liberec, in Repubblica Ceca, dal 31 luglio al 6 agosto 2023.

## Partecipanti

### Teste di serie
| Nazionalità | Giocatore          | Ranking* | Testa di serie |
| ----------- | ------------------ | -------- | -------------- |
| Rep. Ceca   | Tomáš Macháč       | 109      | 1              |
| Slovacchia  | Lukáš Klein        | 153      | 2              |
| Rep. Ceca   | Dalibor Svrčina    | 167      | 3              |
| India       | Sumit Nagal        | 178      | 4              |
| Italia      | Riccardo Bonadio   | 192      | 5              |
| Slovacchia  | Norbert Gombos     | 197      | 6              |
| Rep. Ceca   | Jakub Menšík       | 200      | 7              |
| Argentina   | Francisco Comesaña | 238      | 8              |

* Ranking al 24 luglio 2023.

### Altri partecipanti
I seguenti giocatori hanno ricevuto una wild card per il tabellone principale:
- Hynek Bartoň
- Andrew Paulson
- Jiří Veselý

I seguenti giocatori sono passati dalle qualificazioni:
- Michael Vrbenský
- Àlex Martí Pujolràs
- Toby Kodat
- Constantin Bittoun Kouzmine
- Kirill Kivattsev
- Federico Agustín Gómez

## Punti e montepremi
| Torneo    | Torneo              | V     | F     | SF    | QF    | 2T    | 1T  | Q | Q2  | Q1  |
| Singolare | Punti               | 75    | 50    | 30    | 16    | 7     | 0   | 4 | 2   | 0   |
| Singolare | Premi in denaro (€) | 9,880 | 5,820 | 3,450 | 2,000 | 1,165 | 720 | – | 360 | 185 |
| Doppio    | Punti               | 75    | 50    | 30    | 16    | –     | 0   | – | –   | –   |
| Doppio    | Premi in denaro (€) | 4,250 | 2,450 | 1,480 | 880   | –     | 500 | – | –   | –   |

## Campioni

### Singolare
Francisco Comesaña ha sconfitto in finale  Toby Kodat con il punteggio di 6–2, 6–4.

### Doppio
Petr Nouza /  Andrew Paulson hanno sconfitto in finale  Neil Oberleitner /  Tim Sandkaulen con il punteggio di 6–3, 6–4.